# Густаф Скарсгорд
Густаф Каспар Орм Скарсгорд (на шведски: Gustaf Caspar Orm Skarsgård) е шведски актьор. Известни продукции с негово участие са сериалите „Викингите“, „Западен свят“, филмът „Арн – Рицарят тамплиер“ и други.

## Биография
Густаф Скарсгорд е роден на 12 ноември 1980 г. в Стокхолм, Швеция. Той е син на шведския актьор Стелан Скарсгорд и брат на актьорите Александър Скарсгорд и Бил Скарсгорд. Негов кръстник е известният шведски актьор Питър Стормаре. От 1999 до 2005 г. е женен за шведската актриса Хана Алстрьом. Има една дъщеря от друга връзка, родена през 2020 г..

## Избрана филмография
- 2003 – „Зло“ ( Ondskan)
- 2007 – „Арн – Рицарят тамплиер“ (Arn: Tempelriddaren)
- 2010 – „Бягството“ (The Way Back)
- 2012 – „Кон-Тики“ (Kon-Tiki)
- 2013 – 2020 „Викингите“ (Vikings, сериал)
- 2018 – „Западен свят“ (Westworld, сериал)
- 2020 – „Прокълната“ (Cursed, сериал)